# Schick deine Frau nicht nach Italien
Schick deine Frau nicht nach Italien ist eine deutsche Filmkomödie von Hans Grimm aus dem Jahr 1960.

## Handlung
Rechtsanwalt Martin Wiebold verehrt die schöne Kinderärztin Dr. Sabine Reimer. Beim abendlichen Rendezvous macht er ihr klar, dass er zwar an einer Beziehung interessiert sei, nicht jedoch an einer Heirat. Enttäuscht entschließt sich Sabine, den geplanten Italienurlaub allein anzutreten. Die jungverheiratete Elisabeth, genannt Lizzie, hat Ärger mit ihrem Ehemann Robert, der als Modefotograf arbeitet und anstelle eines gemeinsamen Abendessens anlässlich der ersten drei Ehemonate lieber den Abend mit einem seiner Mannequins verbringt. Eifersüchtig verlässt Lizzie Robert und holt sich Trost bei ihrer Freundin Sabine. Hier erscheint auch die Hausfrau und zweifache Mutter Manuela Beetz, die genug davon hat, immer allein den Haushalt besorgen zu müssen, während ihr Mann Karl stets an allem herumnörgelt. Alle drei Frauen beschließen, gemeinsam nach Italien zu fahren und die Männer mit dem Haushalt allein zu lassen.
Für Karl entwickelt sich die Abwesenheit seiner Frau bald zur Katastrophe, muss er sich doch um den Haushalt und die beiden Kinder – den jungen Jokki und das Baby Pusselchen – allein kümmern, da ihm auch die genervte Haushälterin Tete gekündigt hat. Dass Robert ihm beim Haushalt helfen will, macht die Sache nicht besser. Nur Martin sieht es locker und fährt allein nach Italien. Hier haben die Frauen inzwischen Bekanntschaft mit dem Radrennfahrer Brunelli und seinem Freund Costa, einem Sänger, gemacht. Sabine borgt sich von Manuela deren Ehering, um Brunelli auf Distanz zu halten. Manuela hingegen genießt es, von Costa als vermeintlich unverheiratete Frau umschwärmt zu werden. Nur Lizzie sehnt sich nach ihrem Robert und versucht immer wieder, ihn zu kontaktieren, woran sie die anderen beiden Frauen zu hindern versuchen. Als sie ihn einmal aus Siena anruft, weiß Robert nun, wo sich die Frauen befinden, und fährt am nächsten Tag mit Karl, Jokki und Pusselchen nach Italien. Weiter geht die Suche nach Rom und Portofino, wo sich die Paare wiedertreffen. Brunelli glaubt, dass Martin Sabines Ehemann ist, und ist erstaunt, wie wenig Martin Sabine seine Liebe zeigt. Er bittet Martin darum, sich von Sabine scheiden zu lassen, doch der hat längst erkannt, dass er Sabine wirklich heiraten und ihr in der Ehe auch alle Freiheiten lassen will, so soll sie für ihn auch nicht ihre Arbeit aufgeben. Brunelli zeigt sich als ein fairer Verlierer. Auch zwischen den anderen beiden Paaren kommt es zur Versöhnung. Lizzie erkennt, dass sie vollkommen umsonst eifersüchtig auf Robert ist, während Karl endlich erfahren hat, wie schwer es ist, einen Haushalt zu führen. Da Manuela am Ende erkennen muss, dass der vermeintliche Junggeselle Costa in Wirklichkeit verheiratet und ein Schürzenjäger ist, ist sie zudem froh, Karl treu geblieben zu sein. Alle Paare treten schließlich die Heimreise an.

## Produktion
Schick deine Frau nicht nach Italien wurde in den Bavaria Filmstudios bei München sowie in verschiedenen italienischen Städten gedreht. Der Film erlebte am 22. September 1960 in der Kaskade in Kassel seine Premiere.
Im Film sind verschiedene Lieder zu hören:
- Lolita: Seemann (deine Heimat ist das Meer)
- Rocco Granata: Oh, oh, Rosi; Manuela
- Gaby King: Nur Charly schenkte mir Blumen
- Tony Sandler: Auf allen Strassen, Wo immer du auch bist, Carina

## Kritik
Für den film-dienst war Schick deine Frau nicht nach Italien ein „albernes Lustspiel um eheliche Treue und Scheidung, im Stile eines Tourismusprospekts fotografiert und mit schmalzigen Schlagern angereichert.“
Cinema fragte „Drei mutige Vorkämpferinnen der Frauenbewegung, die ihren Machos mal zeigen, wo der Hammer hängt? Aber nicht doch! Es dauert keine fünf Schlager, dann kehren die Fräuleins wieder heim an den Herd, den die Herren der Schöpfung inzwischen total versaut haben. Fazit: Fade Scherze, müde Story und dürre Dialoge“.